# Altbrot

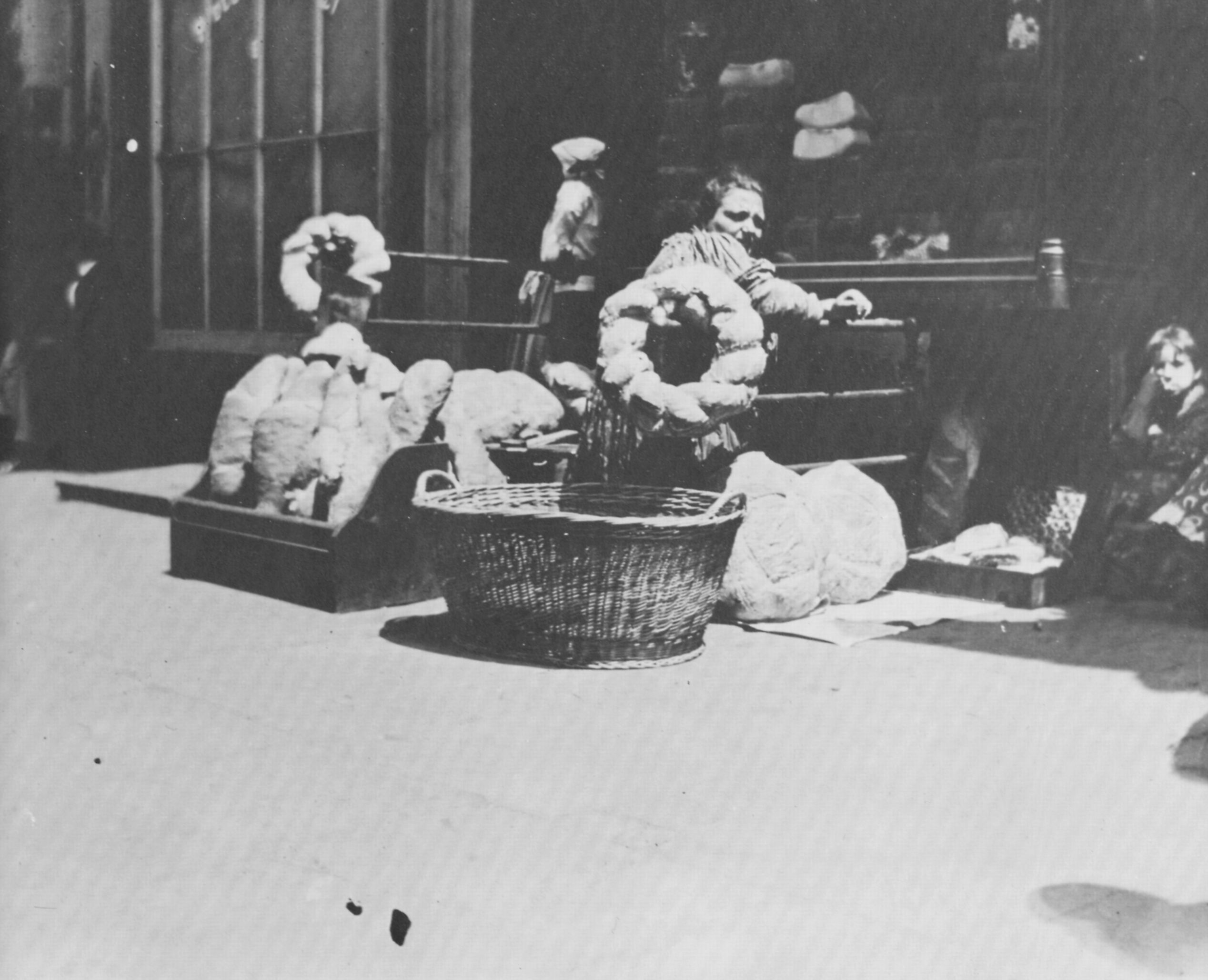
Jacob August Riis: Altbrotverkäuferin

Altbrot (in Deutschland auch Rückbrot) ist Brot, das am Ende eines Verkaufstags in Bäckereien und im Handel übrig bleibt und als Nahrungsmittel aussortiert wird oder dessen Mindesthaltbarkeitsdatum überschritten ist. Es muss zwischen verzehrfähigem und verdorbenem Brot unterschieden werden. Rückbrot entspricht in Deutschland dem österreichischen Altbrot, während Altbrot und Restbrot für verdorbene Ware steht, die nicht mehr in den Verkehr gebracht werden darf und entsorgt werden muss.
Die Lagerhaltung von Brot hat heute nicht mehr den hohen Stellenwert vergangener Zeiten. In vergangenen Zeiten, gerade in der häuslichen Bäckerei, wurde nicht täglich, sondern in unterschiedlichen Abständen gebacken, was einen erheblichen Aufwand der Lagerhaltung erforderte. Heute ist ein großes Sortiment frischer Backwaren täglich verfügbar. Der Überfluss unserer Industriegesellschaft hat die Wünsche der Kunden verändert, sie verlangen frische Produkte.
Sein Anteil an den Backwaren beträgt in Österreich etwa 20–25 Prozent der gesamten hergestellten Menge (Vereinigung der Backwarenhersteller in ORF Ö1 11. Juni 2008). In Wien (2008) werden pro Kopf und Jahr 40 kg Backwaren im Hausmüll gefunden. In Deutschland wird der Anteil mit verkaufsfähiger Ware mit 8–10 Prozent veranschlagt.

## Verwendung
In Deutschland darf Rückbrot bis zu 20 Prozent, auf Frischbrot berechnet, dem Brotteig zugeben werden. Im Endprodukt darf dieses Brot nicht mehr erkennbar sein.  Die erlaubte Höchstmenge wird in der Praxis nicht erreicht, da die Backfähigkeit bei hohem Anteil nachlässt. Die Zugabe von Rückbrot wird wegen der mangelnden Akzeptanz gewöhnlich nicht angegeben. Der Verbraucher verbindet damit ein minderwertiges Produkt, welches „gepanscht“ ist.
Rückbrot besteht zu einem hohen Anteil aus verkleisterter Stärke. Diese kann schnell große Mengen Flüssigkeit binden. Ebenso sind im Rückbrot Aromastoffe (beispielsweise Dextrine) enthalten. Die Zugabe verbessert Frischhaltung und sensorische Eigenschaften durchweg positiv.
Rückbrot ist ein hochwertiges Produkt mit wertvollen Inhaltsstoffen. Zur Weiternutzung wird es meist mittels Universalzerkleinerern zu Brösel gerieben oder gehäckselt.
- Viele Bäcker verkaufen Brot vom Vortag preiswerter als „Brot zum Anschneiden“.
- Es wird teilweise als Tierfutter verwendet oder durch alkoholische Gärung zu Biotreibstoff verarbeitet. Geringe Mengen gelangen in karitative Einrichtungen, wie die Tafeln, oder in die private Tiermast.[3]
- Im Handwerk werden Weißbrot und Brötchen, welche keine Saaten, Gewürze oder Trockenfrüchte enthalten, trocken und warm gelagert und zu Paniermehl verarbeitet.
- Bei der Herstellung von Vollkornbroten werden Brotabschnitte und Rückbrot zu Brühstück oder Quellstück verarbeitet, welche die Funktion von Quellmehl erfüllen. Das Produkt wird saftiger und die Bröckeligkeit bei Produkten aus ganzen Körnern nimmt ab.
- In der Industrie und Handwerk ist die Zugabe von Rückbrot bei Mischbroten durchaus üblich, um die Qualität des Produktes und die Kostensituation zu verbessern.
- Die Verarbeitung zu Futtermehl ist verbreitet. In Holland ist dazu eine Systemlogistik entwickelt worden.[3]
- Seit Ende 2006 ist auch in Deutschland die Verfütterung von Küchen- und Speiseresten an Nutztiere verboten (EU-Richtlinie 1774/2002). Dieses Verbot gilt nicht für Rückbrot und Teigwaren.[4] Im Wuppertaler Zoo werden wöchentlich 350 kg Rückbrot verfüttert.[5]
- Die TU Berlin hat mit verschiedenen Unternehmen ein Verfahren entwickelt, mit dem aus Rückbrot Hefe produziert wird.[6]
- Altbrot wird auch als Brennstoff verwendet.[7]